# Lee Knorek
Leonard J. Knorek est un joueur américain de basket-ball, né le 15 juillet 1921 à Rossford, dans l'Ohio, et mort dans la même ville le 22 juillet 2003. Après une carrière universitaire avec les Bulldogs de l'Université DeSales et les Titans de Detroit Mercy, il intègre la nouvelle Basketball Association of America (BAA), qui devient ensuite la National Basketball Association (NBA). Il joue sous les couleurs des Knicks de New York, puis, de façon éphémère, des Bullets de Baltimore.